# Ilex arisanensis
Ilex arisanensis är en järneksväxtart som beskrevs av Yoshimatsu Yamamoto. Ilex arisanensis ingår i släktet järnekar, och familjen järneksväxter. Inga underarter finns listade i Catalogue of Life.